# Кшиштоф Йонак
Кшиштоф Йонак пол. Krzysztof Jonak — директор з продаж (англ. Sales Director) корпорації Intel у у Європі, на Близькому Сході і у Африці (англ. EMEA). Колишній регіональний керівник Intel у країнах Центральної і Східної Європи.

## Освіта
- закінчив 2 курси Варшавського університету, факультет електроенергетики, має нагороди за наукові досягнення.
- продовжив навчання у Франко-Польській Школі нових інформаційно-комунікаційних технологій, Познань. У 1996 отримав ступінь магістра в галузі інженерії і телекомунікацій.

## Кар'єра
Почав кар'єру в корпорації Intel в 1999 в області співробітництва з телекомунікаційними компаніями в Польщі, Угорщині та Румунії
Займався дистрибуцією в країнах Балтії та Польщі.
Має досвід роботи в ритейлі, де відповідав за роботу локальних виробників у країнах Балтії, Польщі, Чехії та Румунії.
Відповідав за розвиток бізнесу і ринку в країнах Центральної та Східної Європи.
Був керівником з розвитку ринку в 12 країнах Центральної та Східної Європи, координував співпрацю з локальними представниками мультинаціональних компаній.
У серпні 2011 року став керівником по роботі з компанією ASUS в регіоні EMEA.
У травні 2012 став керівником представництва Intel в Україні, Білорусі та Молдові.
У січні 2014 призначений регіональним керівником корпорації Intel в країнах Центральної і Східної Європи.

## Вислови
Приймаючи керівництво в Києві, Кшиштоф Йонак зазначив, що зосередиться на подальшому розвитку локального IT ринку і на посиленні ролі корпорації в екосистемі. Підкреслив, що будуть продовжені всі соціальні ініціативи Intel, реалізовані в регіоні.

## Різне
Одружений, має трьох дітей, захоплюється волейболом і бігом, воліє відпочивати у колі сім'ї, любить читати.
Піклується про тварин. Володіє польською, англійською і російською мовами.